# Terrance Pieters
Pour les articles homonymes, voir Pieters.
Terrance Pieters né le 14 décembre 1996, est un joueur de hockey sur gazon néerlandais évoluant au poste d'attaquant au SV Kampong et avec l'équipe nationale néerlandaise,,.

## Carrière
Il a fait ses débuts en équipe première en janvier 2017 lors d'un stage à Cape Town en Afrique du Sud.

## Palmarès
- : 1er à l'Euro U21 en 2017.
- : 1re à la Ligue professionnelle 2021-2022.
- : 3e à la Ligue professionnelle 2019.